# オビキンバエ
オビキンバエ（帯金蠅、Chrysomya megacephala (Fabricius)）は、双翅目、クロバエ科に属するハエの一種 。日本周辺では、本州から南西諸島、台湾に分布している。